# فريدريش بيسل
فريدريش فيلهيلم بيسل (بالألمانية: Friedrich Wilhelm Bessel) هو عالم رياضيات وفلكي ألماني. ولد في الثاني والعشرين من يوليوز عام 1784 وتوفي في السابع عشر من مارس عام 1846. تنسب إليه دالته المعروفة بدالة بيسل. رغم أنه ترك المدرسة في سن الرابعة عشر، عُين في يناير 1810 مديرا لمركز يهتم بالملاحظات الفلكية يقع في كونيغسبرغ. ولقد عاصر كارل فريدريش غاوس.

## حياته وعمله
ولد بيسل في مندن.
انظر إلى مذنب هالي وإلى فريدرش فيلهلم الثالث ملك بروسيا وإلى الأكاديمية الفرنسية للعلوم وإلى اكتشاف كوكب نبتون.

## الروابط الخارجية
- فريدريش بيسل على موقع الموسوعة البريطانية (الإنجليزية)
- فريدريش بيسل على موقع إن إن دي بي (الإنجليزية)
- نبذة عن فريدريش فيلهلم بيسيل على الموقع الرسمي الأكاديمية الروسية للعلوم